# بوروتین (منطقه تابور)
بوروتین (به چکی: Borotín) یک منطقهٔ مسکونی در جمهوری چک است که در منطقه تابور واقع شده‌است. بوروتین ۲۶٫۲۵ کیلومتر مربع مساحت و ۶۱۰ نفر جمعیت دارد و ۵۲۰ متر بالاتر از سطح دریا واقع شده‌است.